# Stade Saïd-Amara
Le stade Saïd-Amara (en arabe : ملعب سعيد عمارة), anciennement stade du 13-Avril-1958 (en arabe : ملعب 13 أبريل 1958) est un stade de football situé dans la ville de Saïda en Algérie. Il est le stade de compétitions du club local : le Mouloudia Club de Saïda.

## Histoire
Le stade de Saïda a été prévu dans les années 1980 dans le cadre dun programme national de doter toutes les wilayas d'Algérie, d'un complexe olympique. Il devait dans un premier temps accueillir 40 000 personnes.
Les travaux ont débuté en 1989 puis abandonné au milieu des années 1990, pour ne reprendre qu'en 2000 avec une capacité réduite de 40 000 à 25 000 places.Il a été inaugure en 2005 .
Il est nommé: stade du 13-Avril-1958, pour célébrer la date de création de l'équipe du FLN, durant la guerre d'Algérie. En 2020, à la mort de Saïd Amara, la LFP a proposé que le stade porte son nom.